# Adam Foods
Adam Foods es un grupo alimentario español propiedad de la familia Ventura. Fue fundado en 2015 como resultado de la escisión del grupo Nutrexpa en dos grupos alimentarios diferentes: Adam Foods e Idilia Foods. Adam Foods es propietaria de reputadas marcas que compiten en los sectores de las galletas, pan de molde, pastelitos y patés, y ostenta el liderazgo nacional en venta de galletas con una cuota de mercado del 21%.

## Historia

### Nutrexpa
Nutrexpa fue fundada en 1940 a través de una asociación formada por dos empresarios del barrio de Gracia de Barcelona, José Ignacio Ferrero Cabanach y José María Ventura Mallofré. Desde un primer momento se dedicó a la elaboración de productos alimenticios para el mercado doméstico, y en 1946 comenzó a comercializar el cacao en polvo Cola Cao, su producto estrella. La compañía lo promocionó ampliamente a través de una canción en la radio, Yo soy aquel negrito del África tropical..., que alcanzó gran popularidad.
Con el paso de los años, Nutrexpa se convirtió en un referente en el sector alimentario en España, llegando a poseer las marcas La Piara, Nocilla, Cola Cao, Paladín, Okey, Mesura, Artiach, Cuétara, Phoskitos, miel de la Granja San Francisco y caldos Aneto, así como con la concesión de caramelos Pez para España. 

### Fundación de Adam Foods

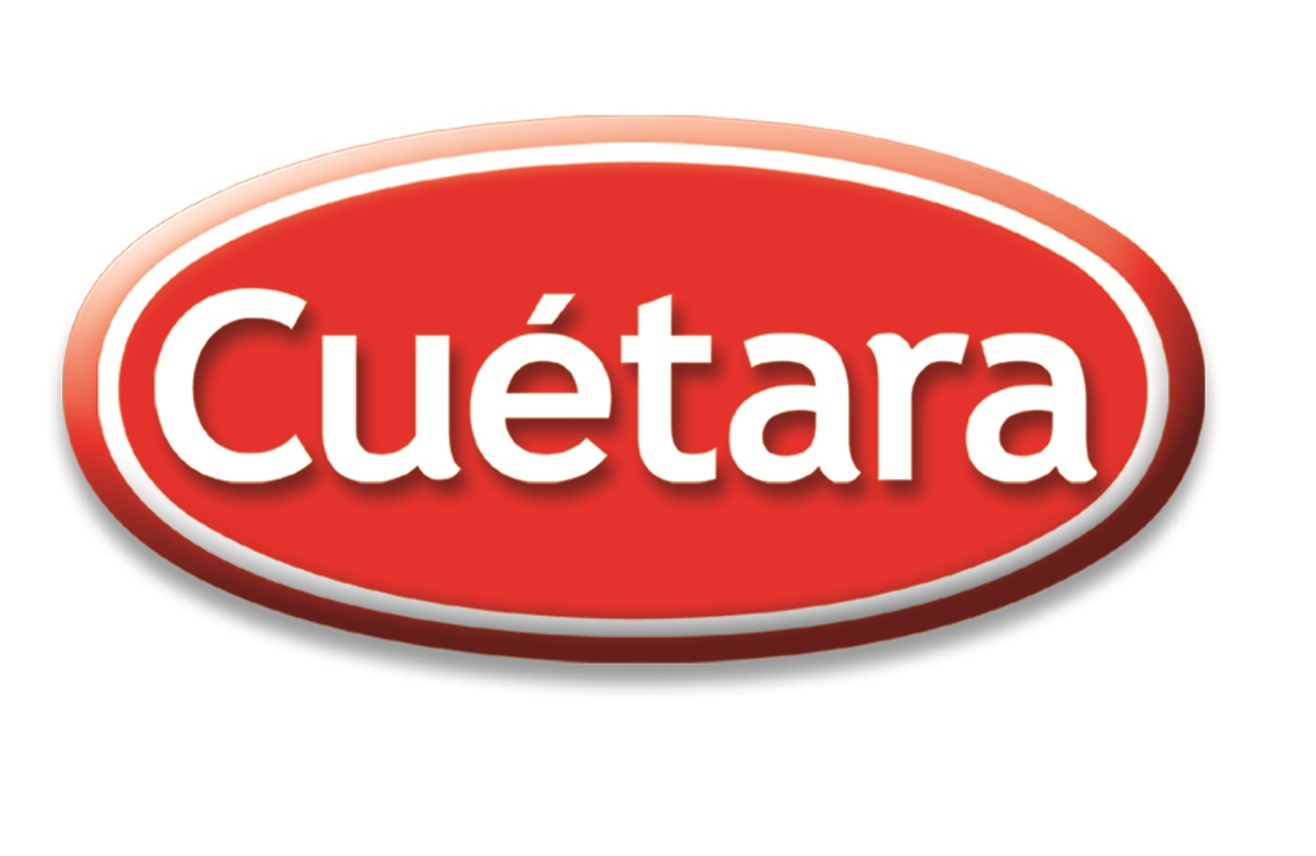
Logo de Cuétara, que tiene sus plantas de fabricación en Reinosa y Villarejo de Salvanés.

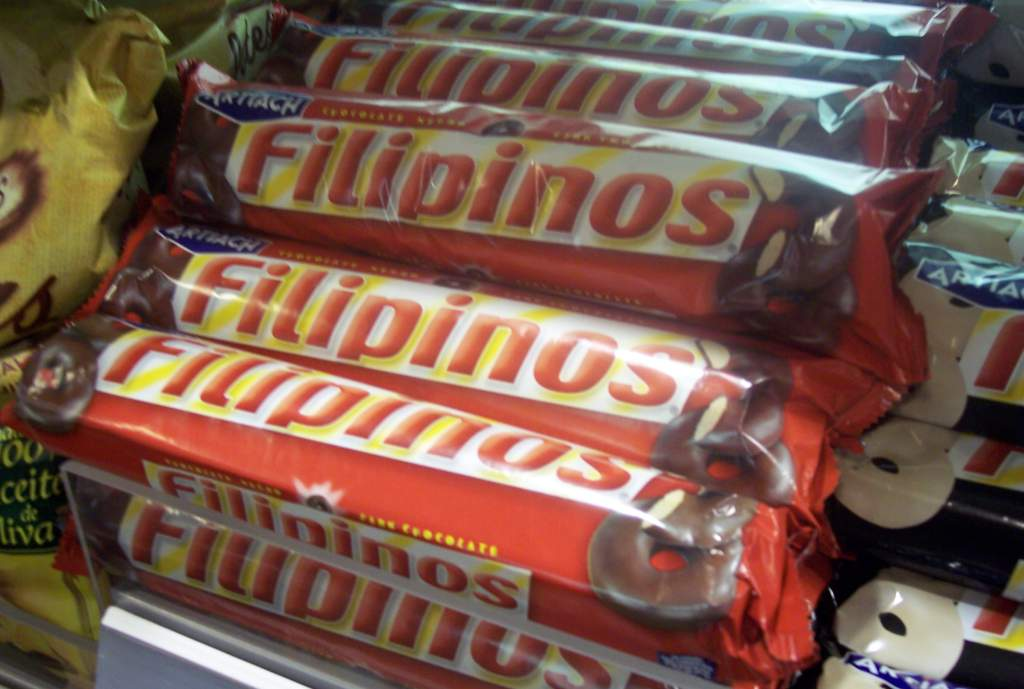
Filipinos de Artiach, galletas de chocolate negro con forma de rosquilla.

En 2014 las familias Ferrero y Ventura decidieron dividir la empresa en dos grupos. La segregación entró en vigor el 1 de enero de 2015. La división de cacaos, bautizada como Idilia Foods y propiedad de la familia Ferrero, mantuvo las marcas de chocolate Cola Cao, Nocilla, Paladín, la marca de bebidas lácteas Okey y el edulcorante Mesura, con dos fábricas en España y una en China (que vendió en diciembre de 2015). Por su parte Adam Foods, especializada en galletas y alimentación -bajo el control de la familia Ventura- se quedó con las marcas de galletas Artiach y Cuétara; los bollitos Phoskitos; el paté La Piara; la mezcla para sándwiches Bocadelia; la miel Granja San Francisco; la concesión de caramelos Pez y los caldos envasados Aneto, con seis fábricas en España y una en Portugal.
Por parte de la familia Ventura, Javier Ventura Ferrero controlaba el 50% del Grupo Nutrexpa desde 2007 (al comprar el 25% del grupo a su hermano José María). En cambio, el paquete de la familia Ferrero estaba más repartido. Los cinco hermanos Ferrero, primos de los Ventura, tenían el 50% restante (un 10% cada uno), encabezada por Xavier Ferrero Jordi y sus hermanos Ignacio (expresidente del grupo), Antonio, Núria y Bernarda.

### Compra de Panrico
Una de las principales operaciones de envergadura de Adam Foods tras su segregación fue la compra en 2016 del negocio de pan de molde de Panrico a la multinacional Bimbo, así como las plantas de fabricación de Gulpilhares (Portugal) y Teror (Las Palmas). Bimbo había comprado Panrico en 2015, pero para evitar problemas de exceso de cuota de mercado con la Comisión Nacional de los Mercados y la Competencia se quedó con las marcas Donuts, Bollycao y Donettes y un año después vendió la panificadora a Adam. El 1 de marzo de 2017, Adam Foods comenzó la gestión de la marca Panrico, líder en ventas de pan de molde en Portugal y segunda en España.

## Plantas
Las plantas de fabricación de Adam Foods están situadas por toda la península ibérica. Las de galletas Cuétara en Villarejo de Salvanés (Madrid), y Reinosa -sede también de Trigorico- (Cantabria); y Artiach en Orozco (Vizcaya). También cuenta con dos factorías y dos sociedades en Portugal: Panrico en Gulpilhares y Cuétara en Pombal. En Cataluña, el grupo posee tres instalaciones fabriles: La Piara (Manlleu) y Caldo Aneto (Artés) ambas en la provincia de Barcelona, y Granja San Francisco en Riudarenes (Gerona).

## Marcas
Artiach
- Marbú
- Chiquilín
- Artinata
- Filipinos
- Dinosaurus
- Princesa

Cuétara
- Campurrianas
- Napolitanas
- María Oro
- Tosta Rica
- Flakes
- Bocaditos
- Krit
- Fibra Linea

Otros
- Panrico (pan de molde)
- Aneto (caldos envasados)
- La Piara (paté)
- Granja San Francisco (miel)
- Phoskitos (bollería industrial)
- Bocadelia (mezcla para sándwiches)
- Pez (caramelos, distribuidor en España, empresa originaria de Austria)